# 次郎兵衛
次郎兵衛（じろべえ、生没年不詳）は、江戸時代前期の俳人松尾芭蕉の周辺で芭蕉の世話をしていた男性。
次郎兵衛の母は寿貞といい、晩年の芭蕉庵に来ていた。
一説には、芭蕉の少壮であったころに寿貞と恋愛関係にあったが、2人の間にできた子供が次郎兵衛であり、芭蕉がいわば郷里を出奔したのはこの恋愛が原因ではないかという。
事実として、次郎兵衛が俳人ではないにもかかわらず、芭蕉の周辺にときおり現れては身の回りから離れずにいたことには、なんらかの肉親的、血縁的な関係があったのであろうと推察する向きもある。
次郎兵衛は芭蕉の最後の旅となった旅にも同行し、芭蕉は次郎兵衛の腕に抱かれて息を引き取った。
なお、『次郎兵衛物語』なる書が伝存し、長崎の魯町が次郎兵衛を呼び出し、芭蕉の行状を聞き書き記したという体裁をとっているが、その内容については慎重な検討を要する。